# Горняцький (Казахстан)
Горня́цький (каз. Горняк) — селище у складі Рудненської міської адміністрації Костанайської області Казахстану. Адміністративний центр Горняцької селищної адміністрацї.
Населення — 1234 особи (2021; 1462 у 2009, 1270 у 1999).